# Les Terres-de-Chaux
Les Terres-de-Chaux [le tɛʁ də ʃo] ist eine französische Gemeinde mit 130 Einwohnern (Stand: 1. Januar 2022) im Département Doubs in der Region Bourgogne-Franche-Comté. 

## Geographie
Die Gemeinde liegt auf 700 m, neun Kilometer nordwestlich von Maîche und etwa 22 Kilometer südlich der Stadt Montbéliard (Luftlinie). Sie erstreckt sich im Jura, am Rand einer Hochfläche, die auf drei Seiten von tief eingeschnittenen Tälern umgeben ist, im Norden von der Barbèche, im Osten vom Doubs und im Süden vom Dessoubre. Das Gemeindegebiet gehört zum Regionalen Naturpark Doubs-Horloger.
Die Fläche des 14,49 km² großen Gemeindegebiets umfasst einen Abschnitt des französischen Juras. Der Hauptteil des Gebietes wird von einem gewellten Hochland eingenommen, das durchschnittlich auf 700 m liegt. Wichtige Bestandteile dieses Hochlandes sind von Süden nach Norden der Höhenrücken des Montaigu (mit 860 m die höchste Erhebung von Les Terres-de-Chaux; markiert die südliche Gemeindegrenze), die rund ein Kilometer breite Senke von Courcelles, die Anhöhen von Chaux und der Vorsprung von Neuvier. Das Gebiet ist überwiegend von Wies- und Weideland bestanden. Es gibt hier keine oberirdischen Fließgewässer, weil das Niederschlagswasser im verkarsteten Untergrund versickert. Nach Osten fällt die Hochfläche steil zum Tal des Doubs ab und ist in felsige Vorsprünge (darunter derjenige von Châtillon) untergliedert. Im Norden verläuft die Grenze meist entlang der Oberkante des Steilhangs, der zum Erosionstal der Barbèche überleitet.
Die Gemeinde Les Terres-de-Chaux besteht aus vier bis 1969 eigenständigen Ortschaften:
- Chaux-lès-Châtillon (690 m) auf einer Anhöhe der Hochfläche, hoch über dem Doubstal
- Châtillon-sous-Maîche (649 m) am Ostrand des Hochplateaus oberhalb des Steilabfalls zum Doubstal
- Courcelles-lès-Châtillon (680 m) in einer Senke am Nordfuß des Montaigu
- Neuvier (700 m) auf einem Plateau über dem Doubstal

Nachbargemeinden von Les Terres-de-Chaux sind Solemont, Feule und Dampjoux im Norden, Bief und Fleurey im Osten, Valoreille und Belleherbe im Süden sowie Froidevaux und Péseux im Westen.

## Geschichte

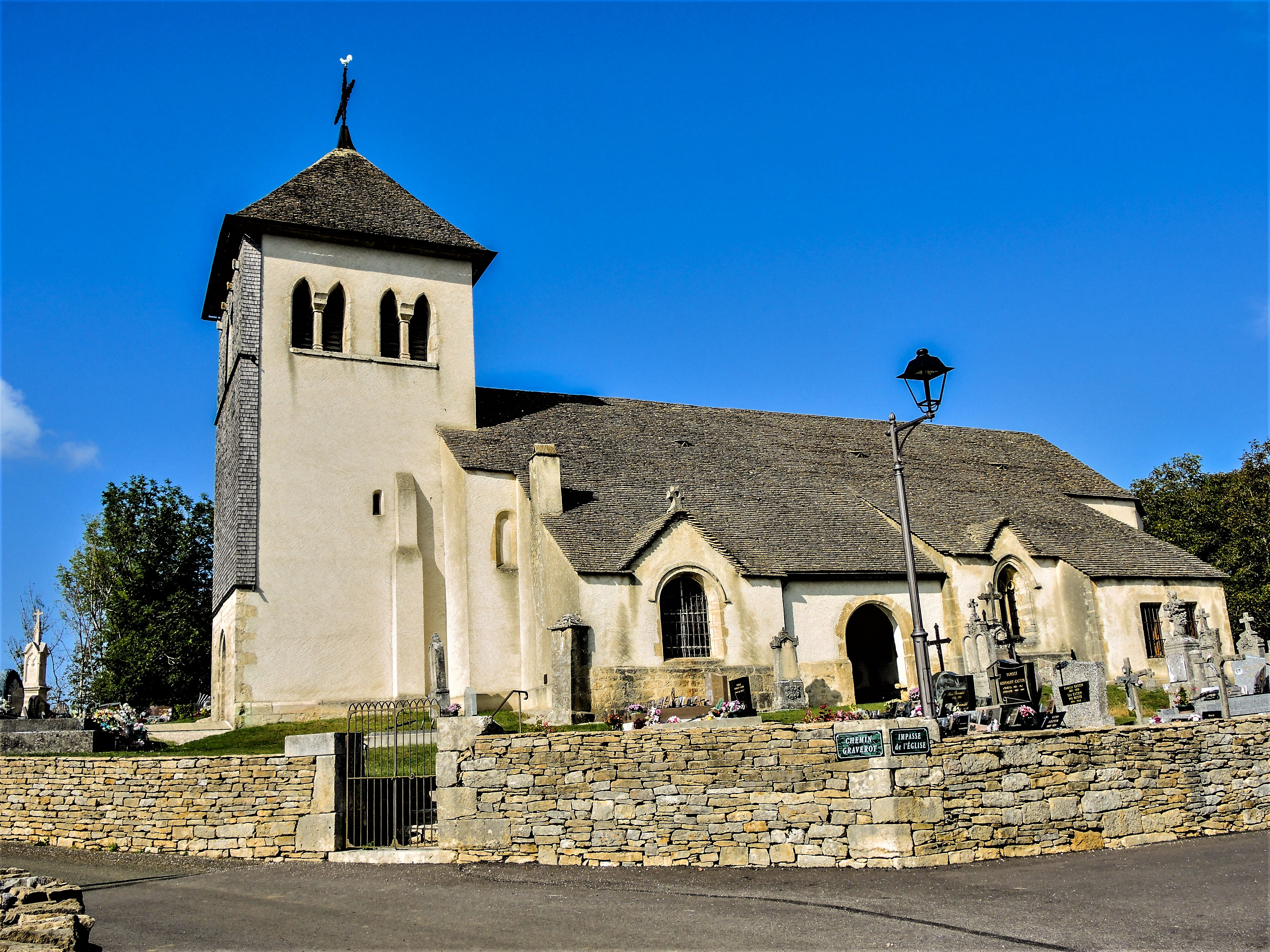
Kirche Saint-Léger in Chaux-lès-Châtillon

Die älteste Ortschaft der heutigen Gemeinde Les Terres-de-Chaux ist Chaux, dessen erste urkundliche Erwähnung als Kirchort unter dem Namen Calcina in einer Bulle des Papstes Innozenz II. vom ersten Viertel des 12. Jahrhunderts erfolgte. Die Anfänge der Burg Châtillon, neben der sich die Ortschaft Châtillon entwickelte, liegen im Dunkeln. Die Existenz dieser auf einem senkrecht abfallenden Felsvorsprung strategisch hervorragend gelegenen Burg ist seit dem Beginn des 13. Jahrhunderts belegt. Die Herrschaft Châtillon-sous-Maîche, zu der auch die übrigen Ortschaften der näheren Umgebung gehörten, war nacheinander im Besitz der Grafen von La Roche, der Herren von Vienne und des Marquis von Hochberg. Die Burg diente mehrmals als Zufluchtsort für die Bevölkerung der Region, nämlich während der Burgunderkriege (1480) und des Dreißigjährigen Krieges, als die Ortschaften schwer in Mitleidenschaft gezogen wurden. Im Zuge der Eroberungen der Franche-Comté in den Jahren 1668 und 1674 durch Ludwig XIV. wurde das Schloss besetzt und 1675 zerstört. Zusammen mit der Franche-Comté gelangte das Gebiet mit dem Frieden von Nimwegen 1678 endgültig an Frankreich.
Im November 1969 schlossen sich die vier Kleingemeinden Châtillon-sous-Maîche (1968: 56 Einwohner), Chaux-lès-Châtillon (26 Einwohner), Courcelles-lès-Châtillon (62 Einwohner) und Neuvier (41 Einwohner) zur neuen Gemeinde Les Terres-de-Chaux zusammen.

## Sehenswürdigkeiten
Die Kirche Saint-Léger in Chaux-lès-Châtillon wurde im 12. Jahrhundert erbaut und im 14. und 16. Jahrhundert umgestaltet. Sie besitzt eine bemerkenswerte Ausstattung, darunter Statuen (15. bis 17. Jahrhundert), eine Steinkanzel (16. Jahrhundert) und einen Altar aus dem 17. Jahrhundert. Das Pfarrhaus stammt aus dem 17. Jahrhundert. Vom ehemaligen Schloss Châtillon (13. Jahrhundert) sind die Ruinen erhalten. In Neuvier steht die Grosse Maison, ein ehemaliges Herrschaftshaus.

## Bevölkerung
| Jahr                       | 1962 | 1968 | 1975 | 1982 | 1990 | 1999 | 2016 | 2022 |
| Einwohner                  | 182  | 185  | 148  | 132  | 128  | 116  | 142  | 130  |
| Quellen: Cassini und INSEE |      |      |      |      |      |      |      |      |

Mit 130 Einwohnern (Stand 1. Januar 2022) gehört Les Terres-de-Chaux zu den kleinen Gemeinden des Départements Doubs. Nachdem 1881 noch 322 Einwohner auf dem heutigen Gemeindegebiet gezählt worden waren, nahm die Einwohnerzahl während des gesamten 20. Jahrhunderts kontinuierlich ab.

## Wirtschaft und Infrastruktur
Les Terres-de-Chaux war bis weit ins 20. Jahrhundert hinein ein vorwiegend durch die Landwirtschaft (Milchwirtschaft und Viehzucht, Ackerbau) geprägtes Dorf. Außerhalb des primären Sektors gibt es nur wenige Arbeitsplätze im lokalen Kleingewerbe. Einige Erwerbstätige sind auch Wegpendler, die in den umliegenden größeren Ortschaften ihrer Arbeit nachgehen.
Die Ortschaft liegt abseits der größeren Durchgangsstraßen an einer Departementsstraße, die von Belleherbe nach Saint-Hippolyte führt. Weitere Straßenverbindungen bestehen mit Bief und Valoreille.